# Ретарданты
Ретарданты — синтетические вещества разной химической природы, которые подавляют рост стеблей и побегов. Представляют собой одну из разновидностей регуляторов роста. Основной целью применения ретардантов является получение растений с сильным ветвлением, крепким стеблем и мощной корневой системой.

## Принцип действия
Ретарданты являются ингибиторами биосинтеза гиббереллина, замедляя рост стебля в высоту. Они подавляют растягивание клеток стеблей в период их роста, но усиливают их деление в поперечном направлении без ущерба для других основных физиологических процессов. За счет такого механизма высота растения уменьшается, что гарантирует повышение прочности растения и увеличение размеров колоса. Также действующие вещества регуляторов роста способствуют развитию корневой системы культуры, увеличению образования в листьях хлорофилла, благодаря чему окраска становится более насыщенной и темной. Все это позволяет сделать растение более устойчивым к воздействию неблагоприятных факторов окружающей среды.

## Использование
К основным задачам препаратов можно отнести:
- предотвращение полегания посевов и, как следствие, увеличение урожайности;
- повышение устойчивости растений к воздействию неблагоприятных факторов внешней среды;
- снижение риска возникновения листостебельных болезней и болезней колоса;
- ускорение и облегчение уборки урожая.

В коммерческом цветоводстве ретарданты широко используются для выращивания декоративных культур в кассетах, что особенно актуально при выращивании виол (анютины глазки), кустовых петуний, тагетеса, барвинка (катарантуса). Используя регуляторы роста можно добиться максимальной компактности рассады без потери цветения.

## Разновидности
В мировом сельскохозяйственном производстве используется около 20 ретардантов, относящихся к различным группам химических соединений. Наибольшее применение имеют следующие:
- хлорхолинхлорид, хлормекватхлорид (хлористый-2-хлорэтилтриметиламмоний);
- алар, диаминозид (N-диметилгидразид янтарной кислоты);
- этрел, кампозан, этефон (2-хлорэтилфосфоновая кислота).